# Hrabské
Hrabské é um município da Eslováquia, situado no distrito de Bardejov, na região de Prešov. Tem 10,91 km² de área e sua população em 2018 foi estimada em 606 habitantes.

## Demografia
| Ano:        | 1994 | 2004   | 2014    | 2024   |
| ----------- | ---- | ------ | ------- | ------ |
| Broj ljudi: | 524  | 545    | 608     | 664    |
| Razlika:    |      | +4,00% | +11,55% | +9,21% |

| Ano:               | 2023 | 2024   |
| ------------------ | ---- | ------ |
| Número de pessoas: | 671  | 664    |
| Diferença:         |      | -1,04% |